# Могучие рейнджеры: Зео
Могучие рейнджеры: Зео (англ. Power Rangers Zeo) — четвёртый сезон популярного американского телесериала «Могучие рейнджеры», основанный на девятнадцатом сезоне японского телесериала «Super Sentai» «Отряд Супер Энергии — О-Рейнджеры».

## Сюжет
События сезона разворачиваются после взрыва Командного центра, во время которого Рито и Голдар теряют украденный ими ранее Зео Кристалл. Зордону и Альфе удаётся восстановить их базу и наделить рейнджеров новыми силами — Силами Зео. С этих пор Томми, Адаму, Билли, Тане, Кэтрин и присоединившемуся к ним во второй половине сезона Джейсону приходится противостоять более сильным и злобным врагам — Империи Машин, возглавляемой деспотичным Королём Мондо и его женой, не менее властной и коварной Королевой Машиной.

## Персонажи

### Рейнджеры
- Томми Оливер — Зео рейнджер V красный. Роль играет Джейсон Дэвид Фрэнк.
- Адам Парк — Зео рейнджер IV зелёный. Роль играет Джонни Йонг Бош.
- Рокки Де Сантос — Зео рейнджер III синий. Роль играет Стив Карденас.
- Таня Слоан — Зео рейнджер II жёлтый. Роль играет Некия Барриз.
- Кэтрин «Кэт» Хиллард — Зео рейнджер I розовый. Роль играет Кэтрин Сазерленд.
- Трей Триторийский — благородный лорд с планеты Трифория. Оригинальный Золотой Рейнджер. Роль играют Тэд, Тим и Том ДиФилиппо и озвучивает Брэд Хоукинс.
- Джейсон Ли Скотт — Золотой рейнджер. Роль играет Остин Сент-Джон.

### Союзники
- Зордон — главный наставник Могучих Рейнджеров и основатель Могучих Морфинов. Роль озвучивает Роберт Л. Манахан.
- Альфа-5 — ассистент Зордона. Этот сентиментальный и добрый робот был когда-то создан королем Лексианом на планете Эденойя. Роль озвучивает Ричардом Стивен Хорвиц.
- Билли Крэнстон — оригинальный Синий Рейнджер. Роль играет Дэвид Йост.
- Аквитарские рейнджеры — элитная команда Рейнджеров с планеты Аквитар.
- Орик Завоеватель

### Антагонисты

#### Империя Машин
Империя Машин — государство разумных машин-завоевателей.
- Король Мондо — техно-магнат. Верховный правитель Империи Машин с очень немалыми амбициями. Роль озвучивает Дэвид Стенстром.
- Королева Машина — жена Короля Мондо и мать Гаскета и Спрокета. Роль озвучивает Алекс Борштейн.
- Принц Спрокет — младший наследник и лучший ученик Короля Мондо. Роль озвучивает Барбара Гудсон.
- Кланк и Орбус — дуэт первых придворных. Служат у Мондо как создатели монстров отменного качества. Роль озвучивают Оливер Пейдж (Кланк) и Барбара Гудсон (Орбус).
- Принц Гаскет и Арчерина — дуэт соперников Короля Мондо. Роль озвучивают Дуглас Слон (Принц Гаскет) и Мелора Харт (Арчерина).
- Луи Кабум — самозванец, изготовленный Ритой и Зеддом. Его задачей было захватить пустующий трон Империи Машин после исчезновения Короля Мондо. Роль озвучивает Лекс Лэнг.
- Коги — сверхсовременные боевые роботы Империи Машин.

#### Рита и Зедд
- Лорд Зедд и Рита Репульса — эта пара имела раньше весьма немалые амбиции в покорении Земли, однако в 1-м эпизоде Лорд Зедд и его жена Рита Репульса были выгнаны Империей Машин из своего дворца на Луне. Роль играют Карла Перес и Эдвин Нил, озвучивают Барбара Гудсон и Роберт Аксельрод.
- Рито Револьто и Голдар — дуэт подручных Риты. Первый — её неумный брат, а второй — правая рука Риты, которые теперь остались без дела. Роль играет Дэнни Уэйн Столлкап (Рито Револьто), озвучивает Боб Папенбрук (Рито Револьто) и Керриган Махан (Голдар).
- Финстер — создатель монстров в команде Риты и Зедда. Роль озвучивает Роберт Аксельрод.

### Прочие персонажи
- Балк и Скалл — эта пара вечных придурков и клоунов в прошлом сезоне поступила на службу в полицию, где они и теперь доставляют одну только головную боль их начальнику — лейтенанту Стоуну. Роли играют Пол Шрайер (Балк) и Джейсон Нарви (Скалл).
- Лейтенант Стоун — офицер полиции Анджел Гроув, босс Балка и Скалла. Роль играет Грегг Буллок.
- Эрни — руководитель Молодёжного Центра Анджел Гроув. Куратор разных конкурсов, показов и вечеринок. Роль играет Ричард Дженелл.

## Эпизоды
| № общий | № в сезоне | Название                                                                             | Режиссёр                          | Автор сценария                  | Дата премьеры    |
| ------- | ---------- | ------------------------------------------------------------------------------------ | --------------------------------- | ------------------------------- | ---------------- |
| 156     | 1          | «Новая сила, часть 1» «A Zeo Beginning, Part I»                                      | Айзек Флорентайн                  | Дуглас Слоун                    | 20 апреля 1996   |
| 157     | 2          | «Новая сила, часть 2» «A Zeo Beginning, Part II»                                     | Айзек Флорентайн                  | Дуглас Слоун                    | 23 апреля 1996   |
| 158     | 3          | «Староид» «The Shooting Star»                                                        | Вики Броно                        | Джеки Маршан                    | 24 апреля 1996   |
| 159     | 4          | «Рейнджеры на мушке» «Target Rangers»                                                | Вики Броно                        | Стюарт Ст. Джон                 | 25 апреля 1996   |
| 160     | 5          | «Для громко плачущих» «For Cryin' Out Loud»                                          | Роберт Рэдлер                     | Аль Уинчелл                     | 27 апреля 1996   |
| 161     | 6          | «Рейнджеры на бейсбольном поле» «Rangers in the Outfield»                            | Роберт Рэдлер                     | Бретт Д. Борн                   | 29 апреля 1996   |
| 162     | 7          | «И у собак бывает праздник» «Every Dog Has His Day»                                  | Роберт Рэдлер                     | Марк Хоффмейер                  | 30 апреля 1996   |
| 163     | 8          | «Кукла — генератор» «The Puppet Blaster»                                             | Айзек Флорентайн                  | Стюарт Ст. Джон                 | 1 мая 1996       |
| 164     | 9          | «Прощание с рейнджерами» «Invasion of the Ranger Snatchers»                          | Айзек Флорентайн                  | Жиль Вилер                      | 2 мая 1996       |
| 165     | 10         | «Выпускник — Билли» «Graduation Blues»                                               | Айзек Флорентайн                  | Марк Литтон                     | 4 мая 1996       |
| 166     | 11         | «Дурная трава» «A Few Bad Seeds»                                                     | Вики Броно                        | Ричард Гудман                   | 6 мая 1996       |
| 167     | 12         | «Разрушительный инструмент» «Instrument of Destruction»                              | Вики Броно                        | Базз Элден и Шарлотта Фуллертон | 7 мая 1996       |
| 168     | 13         | «Подлый вирус» «Mean Screen»                                                         | Вики Броно                        | Рон Милбауэр и Терри Хьюз       | 8 мая 1996       |
| 169     | 14         | «Безумная поездка мистера Билла» «Mr. Billy's Wild Ride»                             | Дуглас Слоун                      | Аль Уинчелл                     | 11 мая 1996      |
| 170     | 15         | «Нет ничего лучше снега, часть 1» «There's No Business Like Snow Business, Part I»   | Дуглас Слоун                      | Дуглас Слоун                    | 13 мая 1996      |
| 171     | 16         | «Нет ничего лучше снега, часть 2» «There's No Business Like Snow Business, Part II»  | Дуглас Слоун                      | Дуглас Слоун                    | 14 мая 1996      |
| 172     | 17         | «Нет ничего лучше снега, часть 3» «There's No Business Like Snow Business, Part III» | Дуглас Слоун                      | Дуглас Слоун                    | 15 мая 1996      |
| 173     | 18         | «Внутренний дух» «Inner Spirit»                                                      | Роберт Рэдлер                     | Марк Хоффмейер и Марк Литтон    | 16 мая 1996      |
| 174     | 19         | «Двойная миссия» «Challenges»                                                        | Роберт Рэдлер                     | Марк Литтон                     | 18 мая 1996      |
| 175     | 20         | «Найти и потерять» «Found and Lost»                                                  | Роберт Рэдлер                     | Марк Литтон и Стюарт Ст. Джон   | 20 мая 1996      |
| 176     | 21         | «Братья» «Brother, Can You Spare an Arrowhead?»                                      | Теренс Х. Уинклесс                | Марк Литтон                     | 9 сентября 1996  |
| 177     | 22         | «Верьте мне» «Trust in Me»                                                           | Теренс Х. Уинклесс                | Аль Уинчелл                     | 10 сентября 1996 |
| 178     | 23         | «Это было в Эйнджел Гроув» «It Came from Angel Grove»                                | Роберт Рэдлер                     | Джозеф Кур                      | 11 сентября 1996 |
| 179     | 24         | «Новая игрушка» «Bulk Fiction»                                                       | Теренс Х. Уинклесс                | Джеки Маршан                    | 12 сентября 1996 |
| 180     | 25         | «Песня жёлтого рейнджера» «Song Sung Yellow»                                         | Роберт Рэдлер                     | Базз Элден и Шарлотта Фуллертон | 13 сентября 1996 |
| 181     | 26         | «Честная игра» «Game of Honor»                                                       | Роберт Рэдлер                     | Бретт Д. Борн                   | 16 сентября 1996 |
| 182     | 27         | «Сила золота» «The Power of Gold»                                                    | Роберт Рэдлер                     | Аль Уинчелл                     | 17 сентября 1996 |
| 183     | 28         | «Небольшая проблема» «A Small Problem»                                               | Вики Броно                        | Марк Хоффмейер                  | 19 сентября 1996 |
| 184     | 29         | «Пора воспоминаний» «A Season to Remember»                                           | Роберт Рэдлер                     | Джеки Маршан                    | 27 ноября 1996   |
| 185     | 30         | «Воду маслом не испортишь» «Oily to Bed, Oily to Rise»                               | Роберт Рэдлер                     | Жиль Вилер                      | 20 сентября 1996 |
| 186     | 31         | «Колыбельная для рейнджера» «Rock-a-Bye Power Rangers»                               | Вики Броно                        | Тони Оливер и Барбара А. Оливер | 23 сентября 1996 |
| 187     | 32         | «Кто же ты?» «Do I Know You?»                                                        | Вики Броно                        | Аль Уинчелл                     | 27 сентября 1996 |
| 188     | 33         | «Золотой рейнджер открывает свои секреты» «Revelations of Gold»                      | Вики Броно                        | Шуки Леви и Шелл Даниэльсон     | 3 октября 1996   |
| 189     | 34         | «Золотое возвращение» «A Golden Homecoming»                                          | Вики Броно                        | Дуглас Слоун                    | 4 октября 1996   |
| 190     | 35         | «Последний бой Мондо» «Mondo's Last Stand»                                           | Роберт Рэдлер                     | Марк Литтон                     | 9 октября 1996   |
| 191     | 36         | «Бомбёжка среди лета» «Bomber in the Summer»                                         | Роберт Рэдлер                     | Стюарт Ст. Джон                 | 11 октября 1996  |
| 192     | 37         | «Причудливые ароматы» «Scent of a Weasel»                                            | Дуглас Слоун                      | Бретт Д. Борн                   | 23 октября 1996  |
| 193     | 38         | «Остров Орика» «The Lore of Auric»                                                   | Дуглас Слоун                      | Джеки Маршан                    | 25 октября 1996  |
| 194     | 39         | «История царя Мидаса повторяется» «The Ranger Who Came in from the Gold»             | Дуглас Слоун                      | Марк Хоффмейер                  | 31 октября 1996  |
| 195     | 40         | «Неудачная шутка» «The Joke's on Blue»                                               | Айзек Флорентайн                  | Джим Суаве и Коллин Уайт        | 5 ноября 1996    |
| 196     | 41         | «Где же пятый рейнджер?» «Where In The World is Zeo Ranger 5?»                       | Айзек Флорентайн                  | Стюарт Ст. Джон                 | 6 ноября 1996    |
| 197     | 42         | «Король на день, часть 1» «King for a Day, Part I»                                   | Айзек Флорентайн и Коити Сакамото | Аль Уинчелл                     | 7 ноября 1996    |
| 198     | 43         | «Король на день, часть 2» «King for a Day, Part II»                                  | Айзек Флорентайн и Коити Сакамото | Аль Уинчелл                     | 8 ноября 1996    |
| 199     | 44         | «Провал во времени» «A Brief Mystery of Time»                                        | Роберт Рэдлер                     | Базз Элден и Шарлотта Фуллертон | 11 ноября 1996   |
| 200     | 45         | «Для меня это загадка» «A Mystery to Me»                                             | Роберт Рэдлер                     | Джеки Маршан                    | 14 ноября 1996   |
| 201     | 46         | «Ещё одна песня и танец» «Another Song and Dance»                                    | Роберт Рэдлер                     | Бретт Д. Борн                   | 15 ноября 1996   |
| 202     | 47         | «Рейнджеры двух миров, часть 1» «Rangers of Two Worlds, Part I»                      | Ларри Литтон                      | Марк Литтон                     | 20 ноября 1996   |
| 203     | 48         | «Рейнджеры двух миров, часть 2» «Rangers of Two Worlds, Part II»                     | Ларри Литтон                      | Марк Литтон                     | 21 ноября 1996   |
| 204     | 49         | «На Гавайи» «Hawaii Zeo»                                                             | Вики Броно                        | Аль Уинчелл                     | 22 ноября 1996   |
| 205     | 50         | «Золотой рейнджер снова в строю» «Good as Gold»                                      | Вики Броно                        | Дуглас Слоун                    | 23 ноября 1996   |